# Robert Atkins
Robert Coleman Atkins (Columbus, 17 de outubro de 1930 – Nova Iorque, 17 de abril de 2003) foi um médico e cardiologista estado-unidense. É mais conhecido pelo Atkins Nutritional Approach (Dieta de Atkins), um método popular mas controverso de dieta que consiste em ingerir proteínas, gorduras e apenas carboidratos leves.

## Biografia
Atkins graduou-se na Universidade de Michigan em 1951 e recebeu seu grau médico pela Cornell Medical College em 1955, depois de se especializar em cardiologia. Atkins também defendeu o uso de vitaminas e remédios verbais no lugar ou antes de remédios farmacêuticos ou cirurgias para ocorrências como acne, câncer, depressão, etc.
Em 18 de abril de 2002, Atkins sofreu um infarto, que segundo ele e seu médico foi causado por uma cardiomiopatia não relacionada a alimentação. Porém estudos já associaram a cardiomiopatia a dietas cetogênicas e de alto nível de consumo de gorduras, ambas características presentes na dieta Atkins.
Quase um ano depois, em 8 de abril de 2003, Atkins sofreu um acidente (caiu na frente de seu escritório) que causou lesões na cabeça e que o colocou em coma. Nunca recuperou-se, vindo a morrer em 17 de abril daquele ano. Seus registros médicos indicavam que ele morreu com aproximadamente 117 kg o que pode ter sido causado pela retenção de fluidos após sua queda já que Atkins teve seu peso registrado na admissão do hospital como 88kg.